# اریخ شرر
اریخ شرر (انگلیسی: Erich Schärer؛ زادهٔ ۱ سپتامبر ۱۹۴۶) ورزشکار بابسلد اهل سوئیس است.